# فيديريك فونستون

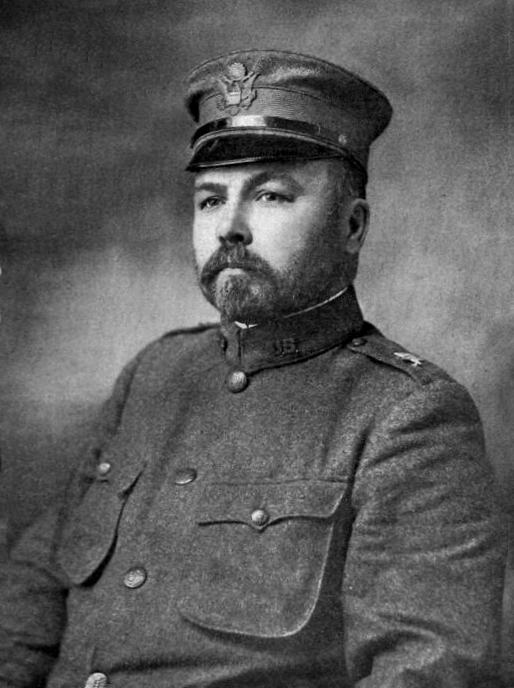
فيديريك فونستون

فيديريك فونستون (بالإنجليزية: Frederick N. Funston) ، من مواليد 11 سبتمبر 1865م، وتوفي بتاريخ 19 فبراير 1917م، وهو ضابط عسكري أمريكي خاض حرباً ضد الأسبان ثم خاض الحرب ضد الفلبين، كما حصل على ميدالية الشرف أثناء الحرب الأمريكية الفلبينية.

## وصلات خارجية
- "Funston biography on City of San Francisco Museum site". مؤرشف من الأصل في 2019-05-26. اطلع عليه بتاريخ 2010-09-29.
- "Major General Frederick Funston Boyhood Home & Museum, located in Iola, Kansas". مؤرشف من الأصل في 2013-09-13. اطلع عليه بتاريخ 2010-09-29.
- Photos and other items related to Frederick Funston are available on Kansas Memory, the digital portal of the Kansas Historical Society, Topeka, Kansas
- Frederick Funston papers are available at the Kansas Historical Society, Topeka, Kansas